# 태화루도서관
태화루도서관은 울산광역시 중구 태화동 소재의 구립 도서관이다.

## 연혁
- 2013년 12월 11일 개관.

## 시설 현황
- 2층: 일반자료실, 장난감 대여실

## 이용 안내
이용 시간
- 자료실: 09:00 ~ 18:00

휴관일
- 토·일요일, 법정공휴일